# へびつかい座イプシロン星
へびつかい座ε星（へびつかいざイプシロンせい、ε Oph / ε Ophiuchi）は、へびつかい座の恒星で3等星。

## 概要
G9.5のスペクトルを持つ巨星。すぐ隣に見えるへびつかい座δ星とは見かけの二重星の関係にある。2分離れたところに見える12.4等の恒星と連星系を成す可能性があり、その場合は3,600au離れた軌道を125,000年の周期で互いを回っているものと考えられている。

## 名称
イェド・ポステリオル (Yed Posterior) という固有名を持つ。イェドは、アラビア語で「手」を、ポステリオルはラテン語で「後の」を意味する言葉で、δ星とともにへびを掴むへびつかいの左手を表している。2016年10月5日、国際天文学連合の恒星の命名に関するワーキンググループ (Working Group on Star Names, WGSN) は、Yed Posterior をε星の固有名として正式に承認した。